# Ћирило (име)
Ћирило је мушко српско хришћанско име. Води порекло од грчке речи kýros (κύρος), што значи „господин“, „газда“. Име је једног од браће, великана словенске писмености (Ћирило и Методије). Женски облик је Ћирила.

## Облици и изведена имена
Облици имена су Кир, Кира и Кирило. Сва имена су календарска. Од ових имена изведена су имена Киро, Кића, Кићина, Кићо, Ћиле, Ћира, Ћиријана, Ћирица, Ћирка, Ћирко и Ћиро. Кирило потиче из грчког Kýrillos (Κύριλλος), односно kýrios (κύριος) у значењу „господар“, „владар“, „велможа“.